# Pihlajavesi
Pihlajavesi – jezioro w Finlandii, w regionie Sawonia Południowa. Jezioro to jest szóste co do wielkości w Finlandii; jego powierzchnia wynosi 712,59 km². Pihlajavesi jest drugim co do wielkości zbiornikiem wodnym w systemie jeziornym Saimaa.
Pihlajavesi jest naturalnym zbiornikiem wodnym. Jezioro to jest jeziorem polodowcowym, powstało po przejściu lodowca.
W Pihlajavesi nie występują otwarte obszary wodne. Powodem tego jest fakt, iż jezioro to ma więcej wysp niż jakiekolwiek inne jezioro fińskie – posiada ich aż 3819.
Od nazwy jeziora pochodzi też nazwa dawnej gminy Pihlajavesi (obecnie część gminy Keuruu).